# Vivid Seats
Vivid Seats Inc. ist ein Online-Ticketmarktplatz und -Wiederverkaufsunternehmen. Es ist offizieller Ticketpartner zahlreicher Sportteams, Kulturinstitutionen und Medienunternehmen, darunter ESPN, United Airlines, die San Francisco 49ers und die Los Angeles Chargers, aber auch alle großen Sprotligen (MLB, NFL, NHL, NBA und MLS). Über ein Bonusprogramm können Fans beim Kauf Punkte sammeln.

## Geschichte
Vivid Seats wurde 2001 von Jerry Bednyak und Eric Vassilatos in Chicago, Illinois, gegründet. Zu den Hauptinvestoren zählen Vista Equity Partners (2016) und GTCR (2017). GTCR erwarb eine Mehrheitsbeteiligung für 575 Millionen Dollar. Das Unternehmen ging am 19. Oktober 2021 an die Börse, nachdem es Anfang 2021 mit der Horizon Acquisition Corporation fusioniert ist. Es wird an der Nasdaq unter dem Namen SEAT gehandelt. Todd Boehly, Vorsitzender der Horizon Acquisitions Corporation, gab bekannt, dass „Eldridge Industries, LLC, ein Tochterunternehmen des Horizon-Sponsors, ... eine Vereinbarung mit DraftKings über eine PIPE-Privatplatzierung im Zusammenhang mit dem Abschluss der zuvor angekündigten Fusion zwischen Horizon und Vivid Seats getroffen hat.“
Vivid Seats schloss das Jahr 2023, sein zweites volles Geschäftsjahr als Aktiengesellschaft, mit einem Nettogewinn von 74,5 Millionen US-Dollar und einem Umsatz von 712,9 Millionen US-Dollar ab, was einer Steigerung von 19 % gegenüber dem Geschäftsjahr 2022 entspricht. Im Januar 2022 vermeldete das Unternehmen den Verkauf des 100-millionsten Tickets.